# Ely Guerra
Elizabeth Guerra Vázquez (Monterrey, 13 de febrero de 1972), conocida por su nombre artístico Ely Guerra o la Guerra, es una cantautora y productora musical mexicana. Fue ganadora del Grammy Latino en 2010 por su álbum Hombre Invisible. En 2004 lanza a la venta Sweet & Sour, Hot y Spicy el cual hasta el momento ha sido su disco más vendido y con ello lanzándola al éxito internacional.

## Biografía
Es hija de Alberto Guerra (director técnico de fútbol de México) y Gloria Vázquez (modelo mexicana). Nació en Monterrey, donde vivió pocos años, para después vivir en Ciudad Juárez y San Luis Potosí; posteriormente emigró con su familia a Guadalajara.
Antes de incursionar como solista, fue parte de un grupo en los años 1980, llamado Carmín cuyo tema más conocido es «Carmín, un grito en la oscuridad», y además tuvo participaciones con reconocidos músicos y agrupaciones mexicanas tales como José Fors y Fratta. A la edad de quince años buscó sus propias oportunidades musicales en la Ciudad de México, donde logró obtener un contrato con la disquera BMG. Dos años más tarde, lanzó su primer álbum homónimo, Ely Guerra (1992/1995/1997), e incluye tracks como: Júrame (original de María Greever), Atada a tu piel, Las Gafas de Lennon, Atrévete, Quiero Verte, etc.
Al terminar su contrato con BMG, Ely se incorporó a EMI.
Con EMI lanzó su álbum Pa' morirse de amor (1997), del que destacaron los sencillos «Ángel de Fuego» y «Peligro». Otros tracks de este disco son «No quiero hablar» y «Por qué tendría que llorar por ti».
Ely Guerra ha participado en el Vive Latino en los años: 1998, 2000, 2004, 2005, 2010 y 2014.  En la edición del 2006, hizo una aparición especial durante la presentación del grupo Kinky con la canción "Adonde van los muertos". En la edición del 2014, se presentó como invitada de la banda "La Ley" para interpretar junto a ellos su famoso dueto "El Duelo" y con Fermín IV para interpretar el tema "De Perros Amores" de Control Machete.
En 1999 lanzó su tercer disco Lotofire, del cual se desprendieron los sencillos: «Tengo Frío», «Yo no» y «Vete». De este álbum también destacan los temas «Prometo Ser», «Mejor Me Voy», etc.  Posteriormente fue lanzado en Estados Unidos, por la disquera Higher Octave. En Argentina y Chile se editó parte de Lotofire y Pa' Morirse de Amor como un EP llamado 4.
En 2001, participó en el álbum MTV Unplugged del grupo chileno La Ley, interpretando la canción «El duelo». Este mismo año Ely participó en la banda sonora de la película De La Calle con el tema "De La Calle" por el cual recibió el premio MTV Movie Award por mejor canción para una película en los MTV Movie Awards México en el 2002.
Ely fue nominada en las categorías "Mejor Artista Femenino" y "Mejor Artista Alternativo" en los premios MTV Music Awards Latinoamérica (2002), Ely también formó parte de las actuaciones de esta premiación con el tema "Olor A Gas" junto a Café Tacvba, Álvaro Henríquez, Javiera Parra y Erica García.
En 2004 lanzó su cuarto álbum de estudio: Sweet & Sour, Hot y Spicy. Este álbum incluye temas como: «Te Amo, I Love You», «Ojos Claros, Labios Rosas», «Mi Playa», «Más Bonita», «Lucrecia y Rigoberto» (canción que hace referencia a la novela del escritor peruano Mario Vargas Llosa - Los cuadernos de Don Rigoberto), «Para ti», y «Quiéreme Mucho». Para este último track, Ely deseaba interpretar la versión de Consuelo Velázquez - Bésame mucho, pero al no obtener permiso para utilizar la canción, lanzó una versión similar. Sweet & Sour, Hot y Spicy fue nominado al Grammy Latino en la categoría "Mejor Álbum Alternativo".
Ely también fue nominada en la categoría "Mejor Artista Femenino" en los MTV Music Awards Latinoamérica (2005).
En febrero de 2007 lanzó su primer material en vivo titulado Teatro Metropolitan con material de sus cuatro anteriores discos.
En octubre de 2007 interpretó en colaboración con el grupo americano 30 Seconds To Mars la canción "From Yesterday" en los MTV Awards.
En 2009, Ely abandonó EMI y creó su propia casa disquera "Homey Company". En noviembre de ese mismo año lanzó su quinto material discográfico titulado "Hombre invisible", cuyo primer sencillo fue "Stranger". En este álbum colaboró con músicos como Álvaro Henríquez (Los Tres de Chile), Enrique Bunbury, Gilberto Cerezo (Kinky), Gustavo Santaolalla, Juanes, Pablo Gigliotti, Emmanuel “Meme” Del Real (Café Tacvba) y Horacio Franco. De este álbum también destacan los temas «Mi Condición» y «Colmena»
Ely presentó su nuevo álbum, Hombre Invisible en el Teatro Metropolitan en diciembre de 2009.
En 2010 Ely Guerra colaboró con el grupo Minus The Bear en su álbum "Omni" con la canción South Side Life. Ese mismo año, ganó el Grammy Latino al mejor álbum de música alternativa por Hombre Invisible.
En 2011 graba junto a Natalia Lafourcade y Denise Gutiérrez (Hello Seahorse!) el álbum "Travieso Carmesí" de la directora de orquesta Alondra de la Parra. 
En mayo de 2011 Ely Guerra, Natalia Lafourcade, Armando Manzanero y Denise Gutiérrez participaron con la directora de orquesta Alondra de la Parra al frente de la Filarmónica de las Américas en el Auditorio Nacional. En octubre de ese mismo año, entonó el Himno Nacional Mexicano en la Ceremonia de Clausura de los XVI Juegos Panamericanos Guadalajara 2011

En 2011 Ely estrena el álbum "Invisible Man" que es la versión en Jazz de su álbum ganador del Grammy "Hombre Invisible", presentándolo en diciembre del mismo año en el teatro Metropolitan para que, en enero del 2013, se estrenará la grabación de este concierto completamente en vivo en formato DVD, titulado "Ciclos".

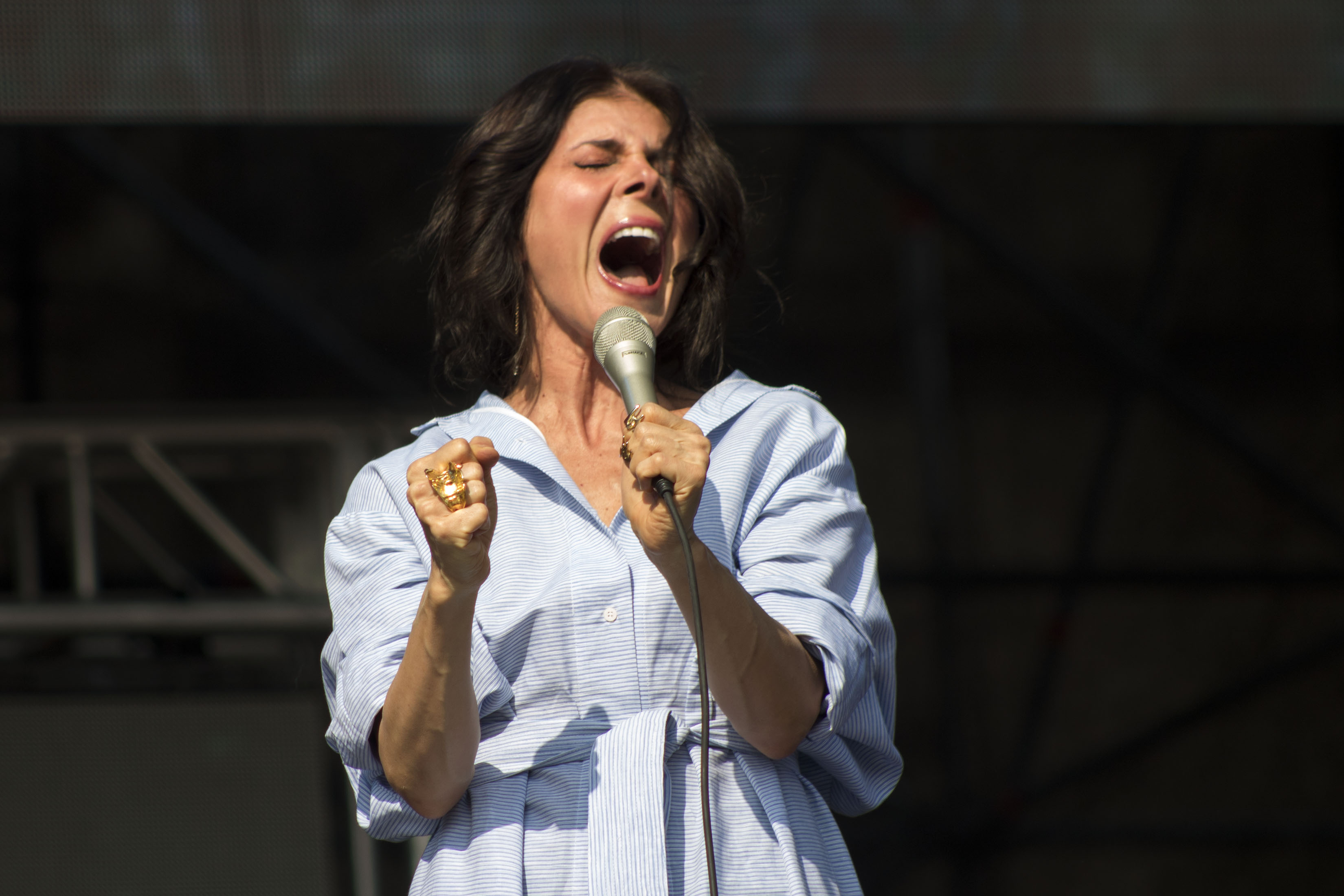
Ely Guerra en 2017.

El 7 y 8 de diciembre de 2013 Ely ofreció un show íntimo titulado "El Origen" (concierto a piano voz) junto al pianista Nicolas Santella y tuvo como invitados a Beto Cuevas (La Ley), Eugenia León y Tania Libertad. Ambos shows fueron grabados para su siguiente álbum en vivo.
A principios de 2014 es lanzado el disco de Johnny Indovina titulado "Trials Of The Winter", donde Ely participa en tres temas, el más notable "Ring Then Bells", cover de Bob Dylan. El 18 de julio de este año, Ely estreno el álbum en vivo El origen y, tras el regreso a los escenarios del grupo chileno La Ley, inicia una gira de conciertos a su lado por México.
Instantes antes de la pandemia por Covid-19, Ely publicó su nueva producción discográfica inédita, Zion; escrita, grabada y producida por Ely, Zion es música hecha solo con su voz. Las sesiones en vivo de Zion las interpreta junto a su amigo, músico y productor Camilo Froideval, donde ambos músicos creativos utilizan tecnología análoga y digital para re-crear el coro de todas las voces de Ely. Zion se enaltece con la vibrante obra visual del artista mexicano Gustavo García-Villa. Zion ha brillado en particulares escenarios y en espectaculares ocasiones: desde el multitudinario Festival Vive Latino, la intimidad del Museo Kaluz (Dior), hasta la vanguardia artística del Museo Soumaya (Mercedez Benz). 
Ely celebró 30 años de música ofreciendo el Tour Ely Guerra a Voz y Guitarra, un recorrido acústico por sus canciones más emblemáticas, esta puesta escénica se ha venido festejando en indistintas ciudades de México y de los Estados Unidos de Norte América y en espacios notables como en el Festival Chilean Wey, la original Gira en Kasas, el Chicago Ruido Fest, el Sor Juana Fest at the National Museum of Mexican Art y en la emblemática Casa Azul de Frida Khalo y Diego Rivera, celebrando el 70 aniversario luctuoso de la pintora mexicana durante las festividades por Día de Muertos 2024 . 
Ely también forma parte de dos producciones que celebran la música regional mexicana: Cumbia Machine –espectáculo que reúne a La Sonora Santanera y a La Sonora Dinamita– donde todo un grupo de cantantes internacionales interpretan sus grandes éxitos, así como en la gala Chavela y sus Mujeres, un homenaje a Chavela Vargas, alternando con Los Macorinos, el Mariachi Gama 1000 y las voces de Eugenia León, Ximena Sariñana, Marisoul entre otras. 
Ely continúa involucrada en la música, ahora lo hace también desde el formato sinfónico, colaborando con talentosos Maestros compositores y arreglistas –Ljova Zhurbin, Alonso J. Burgos, Arturo Rodríguez, Camilo Froideval– e interpretando algunos de sus temas teniendo un primer encuentro fascinante y distinguido bajo la batuta del Maestro Director Gustavo Dudamel, acompañada por la vibrante Orquesta Filarmónica de Los Ángeles (LA Phil) en el Walt Disney Hall Center durante el concierto Canto en Resistencia, Power to the People, participando con sus compañeras Anita Tijoux, Goyo, Lila Downs y Catalina García; bajo la batuta del célebre Maestro Director Gustavo Rivero Weber y acompañada por la Orquesta Juvenil Universitaria Eduardo Mata (OJUEM) en la icónica Sala Nezahualcoyotl de la Universidad Autónoma de México durante el concierto Comparte vida y buena música, colaborando con el Maestro Tenor Fernando de la Mora y la talentosa Denise Gutiérrez (Hello! Sea Horse) y también dirigida por el renombrado Maestro Director y compositor Tommer Adaddi durante el Concierto Navideño 2024 celebrado en el Auditorio Nacional de la Ciudad de México siendo acompañada por la extraordinaria Orquesta Sinfónica de Minería.
También ha participado en los soundtracks de películas como Amores perros, De la calle, Sueño, La Pantera Negra, El viaje de Teo, El cielo dividido y Vacas vaqueras.

## Discografía

### Álbumes de estudio
- 1995: Ely Guerra
- 1997: Pa' Morirse de Amor
- 1999: Lotofire
- 2004: Sweet & Sour, Hot y Spicy
- 2009: Hombre Invisible
- 2019: Zion[3]

### Álbumes en vivo
- 2007: Teatro Metropólitan
- 2008: Plug and Play: Acústico
- 2014: El Origen: A piano y voz

### EP y Relanzamientos
- 2003: 4
- 2011: Invisible Man (Relanzamiento versión Jazz)

### DVD
- 2013: Ciclos

## Premios y nominaciones

### Latin Grammy Awards
| Año  | Categoría                         | Trabajo                   | Resultado |
| ---- | --------------------------------- | ------------------------- | --------- |
| 2010 | Mejor Álbum de Música Alternativa | Hombre Invisible          | Ganadora  |
| 2010 | Mejor Diseño de Empaque           | Hombre Invisible          | Nominado  |
| 2005 | Mejor Álbum de Música Alternativa | Sweet & Sour, Hot y Spicy | Nominada  |

### Premios MTV Latinoamérica
| Año  | Categoría                 | Álbum/Canción | -        |
| ---- | ------------------------- | ------------- | -------- |
| 2002 | Mejor Artista Femenino    | Ely Guerra    | Nominada |
| 2002 | Mejor Artista Alternativo | Ely Guerra    | Nominada |
| 2005 | Mejor Artista Femenino    | Ely Guerra    | Nominada |

### MTV Movie Awards
| Año  | Categoría                       | Álbum/Canción | -        |
| ---- | ------------------------------- | ------------- | -------- |
| 2002 | Mejor Canción Para una Película | De La Calle   | Ganadora |

### Premio Lo Nuestro
| Año  | Categoría                 | Álbum/Canción | -        |
| ---- | ------------------------- | ------------- | -------- |
| 2002 | Mejor Interpretación Rock | El Duelo      | Ganadora |

## Colaboraciones
| Año  | Canción                                    | Artista                     | Álbum                                                     |
| ---- | ------------------------------------------ | --------------------------- | --------------------------------------------------------- |
| 1995 | "Llorando Arroz"                           | Fratta                      | Acústico Desliz (1995)                                    |
| 1995 | "Ya No Hay Lágrimas / Que Me Maten"        | Fratta                      | Acústico Desliz (1995)                                    |
| 1995 | "No Será Mañana (Fuegos del Alma)"         | Fratta                      | Acústico Desliz (1995)                                    |
| 1995 | "Fiebre de Selva"                          | Fratta                      | Acústico Desliz (1995)                                    |
| 1998 | "Morir Igual"                              | Fratta                      | Un mundo una esperanza (1998)                             |
| 2000 | "De Perros Amores"                         | Control Machete             | Amores Perros (Soundtrack from the Motion Picture) (2000) |
| 2000 | "Bajo advertencia"                         | Forseps                     | .02 (2000)                                                |
| 2001 | "El duelo"                                 | La Ley                      | La Ley MTV Unplugged (2001)                               |
| 2001 | "Solidão"                                  | Quem                        | Fusión Malagueña (2009)                                   |
| 2002 | "Solo voy"                                 | Sussie 4                    | Música moderna (2002)                                     |
| 2006 | "¿A dónde van los muertos?"                | Kinky                       | Reina (2006)                                              |
| 2008 | "Como quiero verte"                        | José Fors                   | Dr. Frankenstein: La Ópera Rock (2008)                    |
| 2008 | "El acuerdo"                               | José Fors                   | Dr. Frankenstein: La Ópera Rock (2008)                    |
| 2008 | "El pago"                                  | José Fors                   | Dr. Frankenstein: La Ópera Rock (2008)                    |
| 2009 | "Noviembre"                                | Inspector                   | Inspector (2009)                                          |
| 2009 | "Milagro Catastrófico"                     | Vallín                      | Bendito Entre las Mujeres (2009)                          |
| 2009 | "Un Sentimiento de Amor"                   | Celso Piña                  | Sin Fecha de Caducidad (2009)                             |
| 2009 | "Amor a tientas"                           | Flow                        | Echo en México (2009)                                     |
| 2010 | "South Side Life"                          | Minus the Bear              | Your Private Sky (2010)                                   |
| 2010 | "Sin remedio"                              | Nawal                       | Ecco (2010)                                               |
| 2011 | "Júrame"                                   | Alondra de la Parra         | Travieso Carmesí (2011)                                   |
| 2011 | "Cielito Lindo"                            | Alondra de la Parra         | Travieso Carmesí (2011)                                   |
| 2011 | "La Llorona"                               | Alondra de la Parra         | Travieso Carmesí (2011)                                   |
| 2011 | "Solamente una vez"                        | Alondra de la Parra         | Travieso Carmesí (2011)                                   |
| 2011 | "Vereda Tropical"                          | Alondra de la Parra         | Travieso Carmesí (2011)                                   |
| 2012 | "Es así"                                   | Pato Machete                | 33 (2012)                                                 |
| 2012 | "La Barca"                                 | Sussie 4                    | Radiolatina (2012)                                        |
| 2012 | "Organik"                                  | Mal'Akh                     | Néctar (2012)                                             |
| 2012 | "Tabú" (Gustavo Cerati Cover)              | Diego García                | Argentina Songbook (2013)                                 |
| 2012 | "Zombilaridad"                             | Various Artists             | Soundtrack El Santos Vs La Tetona Mendoza (2013)          |
| 2012 | "Espiral"                                  | 2+                          | Camino sin tu voz (2012)                                  |
| 2013 | "Corazón De Tierra"                        | Nacho Maldonado             | "Venus La Voz Del Tiempo" (2013)                          |
| 2013 | "La Mar"                                   | Nacho Maldonado             | "Venus La Voz Del Tiempo" (2013)                          |
| 2013 | "Estrellas De Fuego"                       | Nacho Maldonado             | "Venus La Voz Del Tiempo" (2013)                          |
| 2013 | "Somos Lo Que Soñamos" (Ft Ruben Albarrán) | Nacho Maldonado             | "Venus La Voz Del Tiempo" (2013)                          |
| 2013 | "La Voz Del Tiempo"(Ft Ruben Albarrán)     | Nacho Maldonado             | "Venus La Voz Del Tiempo" (2013)                          |
| 2013 | "El Quinto Sol" (Ft Jossie Telch)          | Nacho Maldonado             | "Venus La Voz Del Tiempo" (2013)                          |
| 2013 | "Algo Tonto (Something Stupid)"            | César Costa                 | A mi manera (2013)                                        |
| 2013 | "Melodia que no se va"                     | Lost Acapulco               |                                                           |
| 2014 | "Ring Then Bells" (Bob Dylan Cover)        | Johnny Indovina             | "Trials Of The Winter" (2014)                             |
| 2014 | "I Love The Way You See The World"         | Johnny Indovina             | "Trials Of The Winter" (2014)                             |
| 2014 | "The Truth Inside A Lie"                   | Johnny Indovina             | "Trials Of The Winter" (2014)                             |
| 2014 | "Tu Sonrisa"                               | Los de Abajo                |                                                           |
| 2014 | "Hedonista"                                | Banda Filarmónica del CECAM | Xëëw (Volumen 1) (2014)                                   |
| 2017 | "Tierra Ajena"                             | Carla Morrison              | Amor Supremo Desnudo (2017)                               |
| 2019 | "Mentira"                                  | Beto Cuevas                 | Colateral (2019)                                          |
| 2020 | "Infinito"                                 | Mitre                       | Infinito (2020)                                           |
| 2020 | "Dolor A Mis Espaldas"                     | Los Viejos                  | Dolor A Mis Espaldas (2020)                               |
| 2020 | "Y Vuelvo A Existir"                       | Los Daniels                 | TBA (2021)                                                |

## Otras apariciones
Ha colaborado en varios programas de TV y Radio. En la Ciudad de México participó en Reactor 105.7, con el conductor Miguel Solís y en Canal 22, en un programa conducido por la cantante Eugenia León.

## Doblaje
- Vacas Vaqueras (Grace; 2004)